# Opowiedzcie o tym Anglii
Opowiedzcie o tym Anglii (Tell England) - dramat wojenny przedstawiający walkę Brytyjczyków z Turkami na półwyspie Gallipoli w 1915 roku. Przedstawione są w tym filmie sceny batalistyczne z brutalnym realizmem.